# Corel Photo-Paint
Corel PHOTO-PAINT – program komputerowy przeznaczony do edycji grafiki rastrowej. Jest produkowany przez kanadyjską firmę Corel.
Aktualna wersja programu to Corel PHOTO-PAINT 2017. Produkt jest sprzedawany w pakiecie z CorelDRAW (CorelDRAW Graphics Suite). Natywnym formatem zapisu grafiki jest format CPT (Corel Photo Paint).